# Sárga gereben
A sárga gereben (Hydnum repandum) a gombákhoz (Fungi), ezen belül a rókagomba-alkatúak (Cantharellales) rendjébe és a gerebengombafélék (Hydnaceae) családjába tartozó faj.

## Előfordulása
Egész Európában elterjedt faj. Lombos- és fenyőerdőkben, gyakran nagyobb csoportokban találkozunk vele.

## Megjelenése
Kalapjának átmérője 8‑15 cm, halványan sárgás, szintén halvány őzbarna vagy narancsos színezetű bemosódással, és húsa is enyhén narancsillatú. Spóratermő rétege nem lemezes, hanem tüskés. Fehér tönkje, melynek magassága 3‑8 cm, legtöbbször nem a kalap középpontjából indul ki.
Tüskés termőrétege miatt más fajokkal nem téveszthető össze, de a fenyőerdőkben egy kisebb termetű, vörösesbarna kalapú, szintén ehető változata is megtalálható. Ez utóbbit egyes helyeken fenyőgombának is nevezik.
Spórája elliptikus-kerek alakú, sima felületű. Spórapora fehér.

## Felhasználása
Fiatalon ehető, közkedvelt gombafaj. Leforrázva (előfőzve) kesernyés ízét elveszti, és a dióra emlékeztető kellemes zamata van. Az idős példányokat nem érdemes leszedni, mert ilyenkor már kesernyés ízűvé válik a gomba.
Felhasználható levesek készítésére, vajban párolva különösen finom, de párolt vagy sült húsokhoz is adják.
Etanolos kivonata antibiotikus tulajdonságokkal bír.